# Casino de Rubí
El Casino de Rubí és un edifici noucentista del municipi de Rubí (Vallès Occidental) protegit com a bé cultural d'interès local.

## Descripció
És un edifici de planta rectangular que presenta uns elements compositius i decoratius relacionats amb l'estil clàssic monumental que reflecteix l'arquitectura de l'Estat. També es pot observar certes influències de corrents europeus d'aquella època, sobretot en la disposició de les finestres allargades en els volums laterals.
La façana té una estructura simètrica formada pels dos volums cúbics laterals i un cos central coronat per un frontó. Al cos central, hi ha una balconada amb tres obertures amb decoració d'esgrafiats. Dominen els grans plans amb falses pilastres cornises i balustrades.

## Història
L'any 1928 es va inaugurar la Cambra Agrícola Oficial, per la festa de Sant Pere. Va ser la nova sala de festes i una societat recreativa. Els seus socis eren del Centre Català. Des de l'any 1939 es va anomenar Casino Español.